# Pelias Bluff
Das Pelias Bluff ist ein markantes und mehr als 150 m hohes Felsenkliff an der Oskar-II.-Küste des Grahamlands auf der Antarktischen Halbinsel. Es ragt unmittelbar westlich des Standring Inlet an der Nordseite der Jason-Halbinsel auf.
Der Falkland Islands Dependencies Survey kartierte es 1953. Das UK Antarctic Place-Names Committee benannte es 1956 in Anlehnung an die Benennung der Jason-Halbinsel nach Pelias, Onkel des Jason aus der griechischen Mythologie.